# Sociedade de Turismo e Diversões de Macau
A Sociedade de Turismo e Diversões de Macau, SA (chinês: 澳門旅遊娛樂股份有限公司; sigla: STDM) é uma empresa de Macau controlada maioritariamente por Stanley Ho e sua família.

## História
A STDM foi fundada por Stanley Ho, Ip Hon (ou Yip Hon), Terry Ip Tak Lei e Henry Fok em Maio de 1962, durante a administração portuguesa de Macau. De 1962 a 2001, a STDM deteve o monopólio da indústria do jogo em Macau, que foi concedido pelo Governo de Macau, mediante um concurso público, que a STDM venceu. Durante todo este período, a STDM foi a única entidade autorizada a operar jogos de fortuna ou azar em casinos no território.
Ao longo dos anos, Stanley Ho tentou e conseguiu controlar aos poucos a empresa, afastando da liderança os outros sócios fundadores. Por isso, em 1982, Stanley Ho e Yip Hon tiveram um grande desentendimento público sobre a estrutura accionista e a estratégia da STDM. Como consequência, Yip vendeu as suas acções. Cheng Yu Tung (ou Cheng Yu-tung), fundador do New World Development, entrou em cena para preencher esta lacuna, tornando-se num accionista da STDM. Em 1986, foi a vez de Henry Fok decidir vender a sua participação de 27% na STDM, mas foi travada por Stanley Ho. Já cada vez mais distanciado da gestão diária da STDM e queixando-se da estratégia da empresa e da distribuição irregular de dividendos, Henry Fok acabou em 2002 por oferecer as suas acções à sua instituição filantrópica, a Henry Fok Ying Tung Foundation.
Em 2002, já após a entrega do território à China, o governo da Região Administrativa Especial de Macau emitiu mais licenças, quebrando assim o monopólio começado em 1962. No entanto, dos 33 casinos em operação em Macau em 2010, 17 são ainda detidos por Stanley Ho, através da Sociedade de Jogos de Macau (SJM), que é uma subsidiária da STDM que conseguiu obter uma das três licenças de jogo emitidas pelo Governo em 2002. Em 2011, a STDM detém 56% das acções da SJM, que está listada na Bolsa de Valores de Hong Kong desde 2008, quando Stanley Ho conseguiu vencer a batalha judicial travada contra a sua irmã Winnie Ho Yuen-ki, uma accionista da STDM, que iniciou em 2002 várias acções judiciais contra Stanley.

## Estrutura accionista
Em 2011, os accionistas da Sociedade de Turismo e Diversões de Macau (STDM) são:
- Lanceford Company Limited: 31,6% (detida a 100% por Stanley Ho e sua família)
- Shun Tak Holdings: 11,5% (detida por Stanley Ho e sua família)[4]
- Winnie Ho Yuen-ki: 7%
- Henry Fok Ying Tung Foudation: 27%
- Cheng Yu-tung: 10%
- Outros: 12,9%